# Turicato
Turicato är en kommun i Mexiko.   Den ligger i delstaten Michoacán de Ocampo, i den södra delen av landet, 250 km väster om huvudstaden Mexico City.
Följande samhällen finns i Turicato:
- Puruarán
- La Ermita
- El Cahulote de Santa Ana
- Los Hacheros
- Pinal Grande
- Cuitzián Grande
- Cieneguillas del Huerto
- La Salada
- El Encanto
- El Capote
- Zihuatzio
- El Zapote
- Etucuarillo
- El Cahulote Seco
- La Parota de Atijo
- San Cristóbal de los Guajes
- Cieneguillas de en Medio
- Las Nueces
- Cuitzián Chiquito
- Cuamácuaro
- Petatán
- El Cascalotal
- Sanabria
- Ojo de Agua de los Maldonado
- Cuirindales de Maritangacho
- San Francisco
- El Zapote
- El Carrizalillo
- El Pinzán
- La Injertada
- Lorencillo
- Salitrillo
- La Puerta del Chocolate
- Los Magueyes
- El Capire
- Zicuapo